# Arnošt Pazdera
Arnošt Pazdera (1929. szeptember 16. – 2021, október 27.) 19-szeres csehszlovák válogatott cseh labdarúgó, fedezet.

## Pályafutása

### Klubcsapatban
Az AFK Chrudim korosztályos csapatában kezdte a labdarúgást. 1949 és 1953 között a Sparta Praha, 1953-ban a Tatran Teplice, 1953–54-ben a Tankista Praha, 1955-ben az ÚDA Praha, majd 1955 és 1966 között ismét a Sparta Praha labdarúgója volt. A Spartával két bajnoki címet és egy kupagyőzelmet ért el.

### A válogatottban
1952 és 1958 között 19 alkalommal szerepelt a csehszlovák válogatottban és három gólt szerzett.

## Sikerei, díjai
Sparta Praha
- Csehszlovák bajnokság
  - bajnok (2): 1952, 1964–65
- Csehszlovák kupa
  - győztes: 1964